# Majkudyk (stacja kolejowa)
Majkudyk (kaz. Майқұдық; ros. Майкудук, Majkuduk) – stacja kolejowa w miejscowości Karaganda, w obwodzie karagandyjskim, w Kazachstanie. Położona jest na linii Astana – Szu, na trasie Nowego Jedwabnego Szlaku.